# Ahmet Glavović
Ahmet Glavović (* 13. Juli 1948; † 31. Oktober 2020 in Mostar, Bosnien und Herzegowina) war ein jugoslawischer Fußballspieler, der auch unter den Spitznamen Glavo und Brazzo bekannt war. Mit Ausnahme einer dreijährigen Unterbrechung zwischen 1976 und 1979, während der er beim TSV 1860 München tätig war und somit auch in Deutschland bekannt wurde, stand er ausschließlich bei seinem Heimatverein FK Velež Mostar unter Vertrag.

## Karriere
Ahmet Glavović war ab 1965 Teil der Profimannschaft von FK Velež Mostar. Mit Mostar absolvierte er auch insgesamt fünf Spiele im UEFA-Pokal, erstmals in der Saison 1973/74.

### Beim TSV 1860 München
Vor Beginn der Saison 1976/77 verpflichtete der TSV 1860 München den 1,87 Meter großen Verteidiger, der meist als Libero eingesetzt wurde. Nach einigen Anfangsschwierigkeiten, die einige Verantwortliche im Verein schon fast einen Fehleinkauf befürchten ließen, entwickelte Brazzo sich zu einem wichtigen Stammspieler, der der Abwehr Sicherheit und Stabilität verlieh. So sehr ihn auch die Mannschaftskameraden und eigenen Fans schätzten und liebten, so wenig mochten ihn die gegnerischen Stürmer. „Glavo“ galt als eisenharter Verteidiger, an dem nicht leicht vorbeizukommen war und der notfalls auch zu unsportlichen Mitteln griff, um dem Gegner keine Torchance zu ermöglichen. So erhielt er in seiner ersten Saison bei 1860 rekordverdächtige 17 gelbe Karten. Zu diesem Zeitpunkt gab es im deutschen Profifußball allerdings noch keine Sperren aufgrund einer bestimmten Anzahl von Verwarnungen, sodass Glavović tatsächlich in allen 38 Punktspielen der Saison 1976/77 zum Einsatz kam und maßgeblichen Anteil am Bundesliga-Aufstieg der Münchner Löwen hatte.
Obwohl Glavović nur drei Spielzeiten in München absolvierte und dann zu seinem langjährigen Stammverein zurückkehrte, erlebte er in Deutschland alle Höhen und Tiefen. Nach dem Aufstieg von 1977 folgte der Abstieg 1978 und diesem wiederum der unmittelbare Wiederaufstieg 1979.

## Privatleben
1979 verließ Ahmet Glavović München und kehrte nach Mostar zurück. Dort absolvierte er noch eine Spielzeit bei seinem alten Verein Velež Mostar, bevor er seine aktive Karriere beendete. Er betätigte sich als Trainer, heiratete, wurde Vater und betrieb später ein Café in Mostar. Doch in den frühen 1990er Jahren erreichte der Bosnienkrieg auch die Stadt Mostar und veränderte sein Leben dramatisch. Glavović verlor seinen gesamten Besitz, sein Lokal wurde zerstört, sein Vater erschossen und seine Frau erlag einem Krebsleiden. In dieser schicksalhaften Zeit kehrte der Muslim mit seinem Sohn nach München zurück. Er lebte aber später wieder in Mostar, wo er am 31. Oktober 2020 im Alter von 72 Jahren an einem Schlaganfall verstarb.

## Anekdoten
- Glavović, der in seiner ersten Saison bei 1860 insgesamt 17 Mal „gelbes Karton“ erhielt, wie er es nannte, hatte nur geringe Deutschkenntnisse und daher mussten ihm auch die Schiedsrichter-Belehrungen bei den Verwarnungen unverständlich bleiben, die er schlicht mit „Ich Rätsel“ kommentierte.
- Seine mangelnden Deutschkenntnisse bescherten ihm auch eine unangenehme Erfahrung mit den Münchner Stadtwerken. Weil er nämlich die Stromrechnung nicht bezahlt und eine Mahnung achtlos weggeworfen hatte, wurde ihm einmal sogar vorübergehend der Strom abgestellt.
- Manchmal machte sich der humorvolle Glavo einen Scherz und küsste dem kleineren Münchner Zeugwart Baltasar Bauer die Glatze. Was seine Mannschaftskameraden lustig fanden, konnte den Zeugwart so gar nicht erfreuen.
- Bei seinem Abschiedsspiel für 1860 – dem letzten Spiel in der Saison 1978/79, das mit einem 3:1-Heimsieg gegen den 1. FC Saarbrücken und dem damit verbundenen Wiederaufstieg der Löwen endete – daran, ließ Brazzo seiner Freude unmittelbar nach dem Abpfiff freien Lauf. Er näherte sich dem kleinen Schiedsrichter der Partie von hinten, umarmte ihn und versuchte ihn hochzuheben. Nur der körperliche Widerstand des Mannes, der aus leicht nachvollziehbaren Gründen nicht den Boden unter den Füßen verlieren wollte, hielt Glavo offensichtlich davon ab, sein Vorhaben in die Tat umzusetzen.